# Christian Elder
Pas d'image ? Cliquez ici
Christian Elder (né le 6 décembre 1968 à Bloomington (Minnesota) et décédé le 12 août 2007) est un pilote automobile américain de NASCAR. Il pilote en NASCAR Busch Series (actuellement Xfinity Series) pendant deux saisons pour l'écurie Akins Motorsports. Son meilleur résultat est une 26e place sur le Kentucky Speedway.
Il fait ses débuts en 2001 sur le Las Vegas Motor Speedway. Il termine cette course 23e alors qu'il avait pris le départ en 32e position. Il finira à deux reprises dans le Top-20 (à Bristol et à Dover) lors des six courses disputées en 2001.
En 2002, Christian Elder roule à temps plein pour Akins en Busch Series mais un grave accident lors des qualifications au Chicagoland Speedway met fin à sa carrière.
Elder prend également part à des compétitions en ARCA Series, Star Mazda Series et NASCAR Goody's Dash Series. En Dash Series, il décroche une pole position sur le Bristol Motor Speedway et gagne deux courses, une à Daytona et l'autre à Lowe.

## Accident
Lors des qualifications d'une course sur le Chicagoland Speedway, Elder perd le contrôle de sa voiture dans le virage no 3. Sa voiture remonte la pente du virage et heurte violemment le mur extérieur avec le côté droit. Il subit une commotion cérébrale et se casse la clavicule droite. Il doit être désincarcéré par les secouristes et est transporté de suite en hélicoptère vers l'hôpital le plus proche. Cet accident met fin à sa carrière de pilote.

## Décès
Christian Elder meurt à son domicile de Cornelius (Caroline du Nord) le dimanche 12 août 2007 en raison d'une intoxication accidentelle à la méthadone. Au moment de sa mort, Elder était responsable de projet au sein de la société Elder-Jones, Inc. située à Charlotte en Caroline du Nord.